# 比拉马尔克桑特
比拉马尔克桑特，是西班牙巴伦西亚自治区巴伦西亚省的一个市镇。总面积71平方公里，总人口6119人（2001年），人口密度86人/平方公里。